# Minervapassage

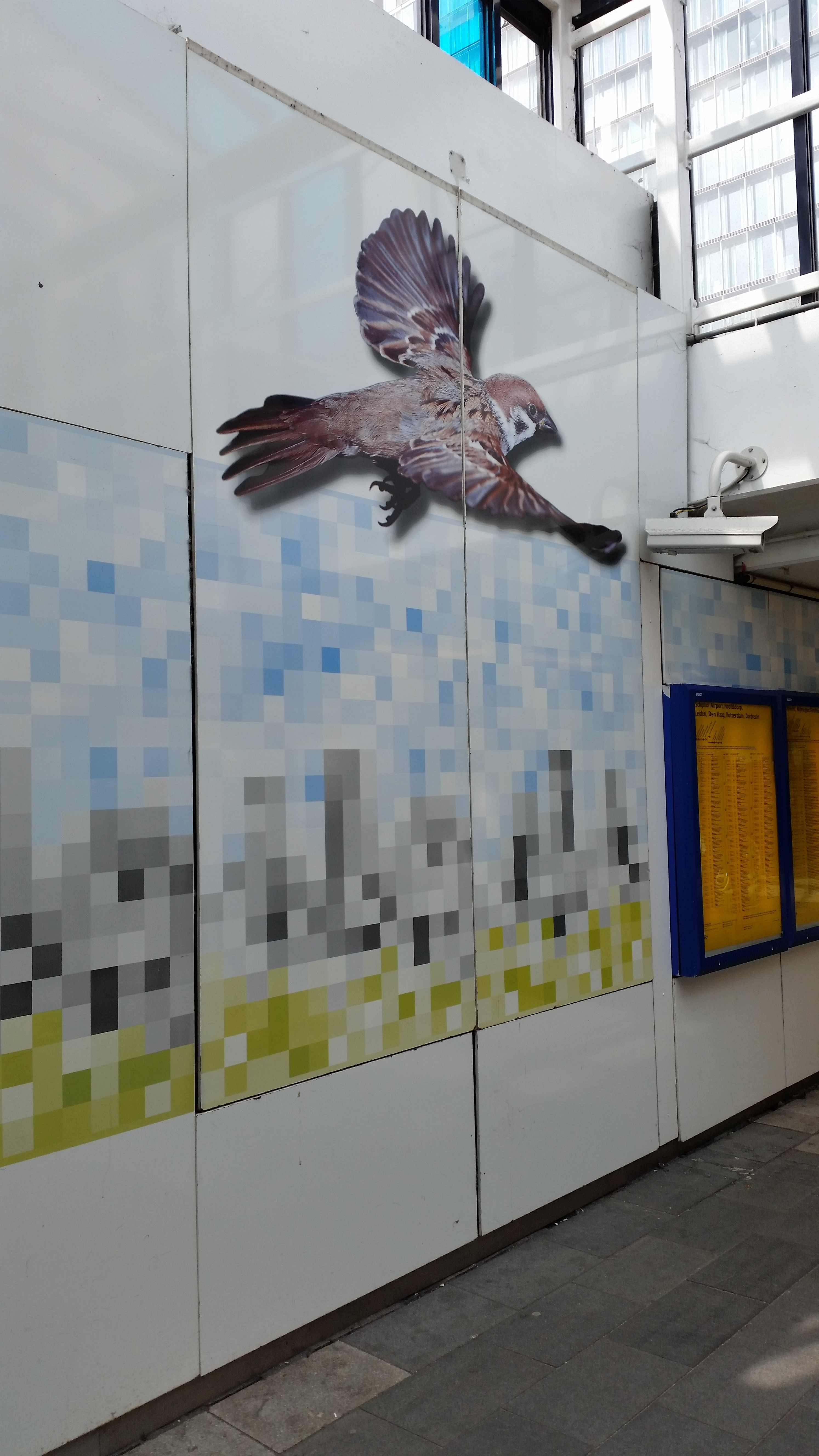
Kunstwerk in de Minervapassage (april 2019)

De Minervapassage is een kunstwerk in Amsterdam-Zuid.
Het is de voetgangerstunnel onder Station Amsterdam Zuid, die het Zuidplein en het Gustav Mahlerplein met elkaar verbindt. Ze werd vernoemd naar de Minervalaan. Het genoemde station stond als Zuiderstation al ingepland in Plan Zuid, midden jaren tien van de 20e eeuw, in die planning liep de Minervalaan door tot aan het station. Spoor kwam er echter pas in 1978, maar de Minervalaan reikte toen niet tot aan het station; de Strawinskylaan en het Zuidplein kwamen tussen de laan en station te liggen. 
Het station en de passage, die pas veel later haar naam kreeg, begonnen als een zeer eenvoudig uitgevoerde treinhalte. Het station werd opgetrokken in de middenberm van de Rijksweg 10/Ringweg Zuid en dus moesten er twee voetgangerstunnels komen onder beide rijbanen. Sindsdien kent de omgeving geen rust. Er kwamen (snel)trams en metro’s, zodat niet alleen het station steeds aanpassing behoefde maar ook de onderdoorgang. Zo werd in 1988 gebouwd aan de achtentwintig meter lange brug 1635 van gewapend beton voor de Amstelveenlijn. Bij een herinrichting in 2007 werden de wanden opgefleurd door een kunstwerk ontworpen door architect Nienke van de Lune en Nathalie van Landsbergen. Zij lieten over de volle lengte van de passage in vierkante blokjes een silhouet van een stad zien in lichte tinten groen (natuur), grijstinten (bebouwing) en blauw (lucht). In de weergegeven lucht is dan nog een aantal (in vergelijking) zeer grote vogels te zien, juist donkerkleurig weergegeven. Het vormde destijds een geheel met een uitzicht op een bergachtig landschap, dat afgebeeld was op een glaswand aan de zuidkant van het station.  
Een grote wijziging vond plaats in 2011/2012 toen de passage meer winkels kreeg en ook duidelijker aangegeven in- en uitgangen. Daarbij sneuvelde ook de glaswand met berglandschap.
Ook in de jaren twintig van de 21e eeuw zal de omgeving en het station veranderen. Het station wordt dan weer uitgebreid in het kader van het ontlasten van Station Amsterdam Centraal. De Minervapassage volgt die ontwikkeling en wordt tweemaal zo breed (40 meter) en krijgt voor de verwerking van passagiers assistentie van de Brittenpassage, die westelijk van het station komt te liggen. De omgeving gaat voor jaren op de schop in verband met de Zuidasdok (de Rijksweg 10 gaat hier ondergronds). Volgens schattingen moeten beide passages in 2030 250.000 reizigers per dag verwerken, in de jaren tien was dat nog 80.000 reizigers voor alleen deze passage.

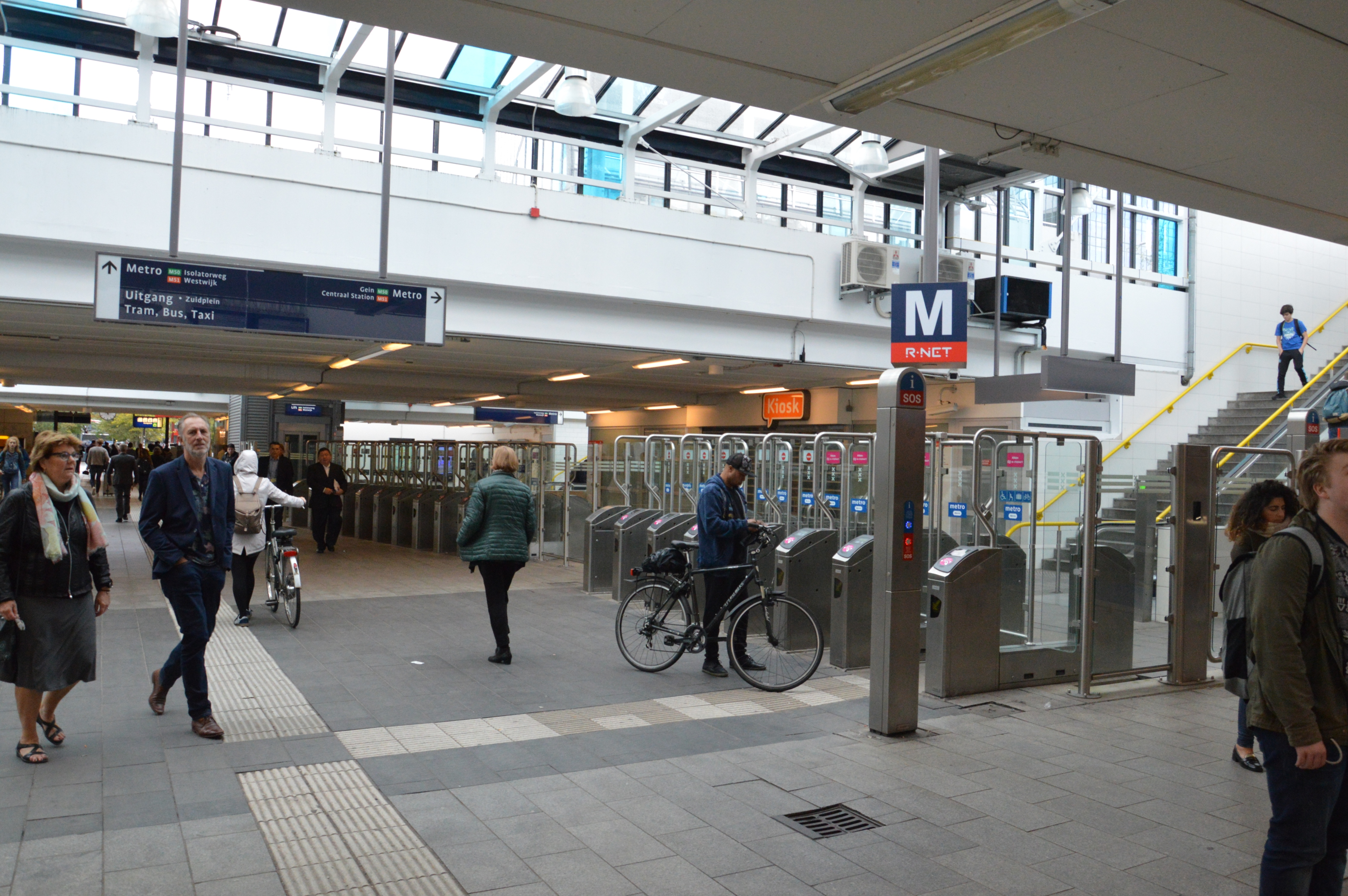
Minervapassage (2017)

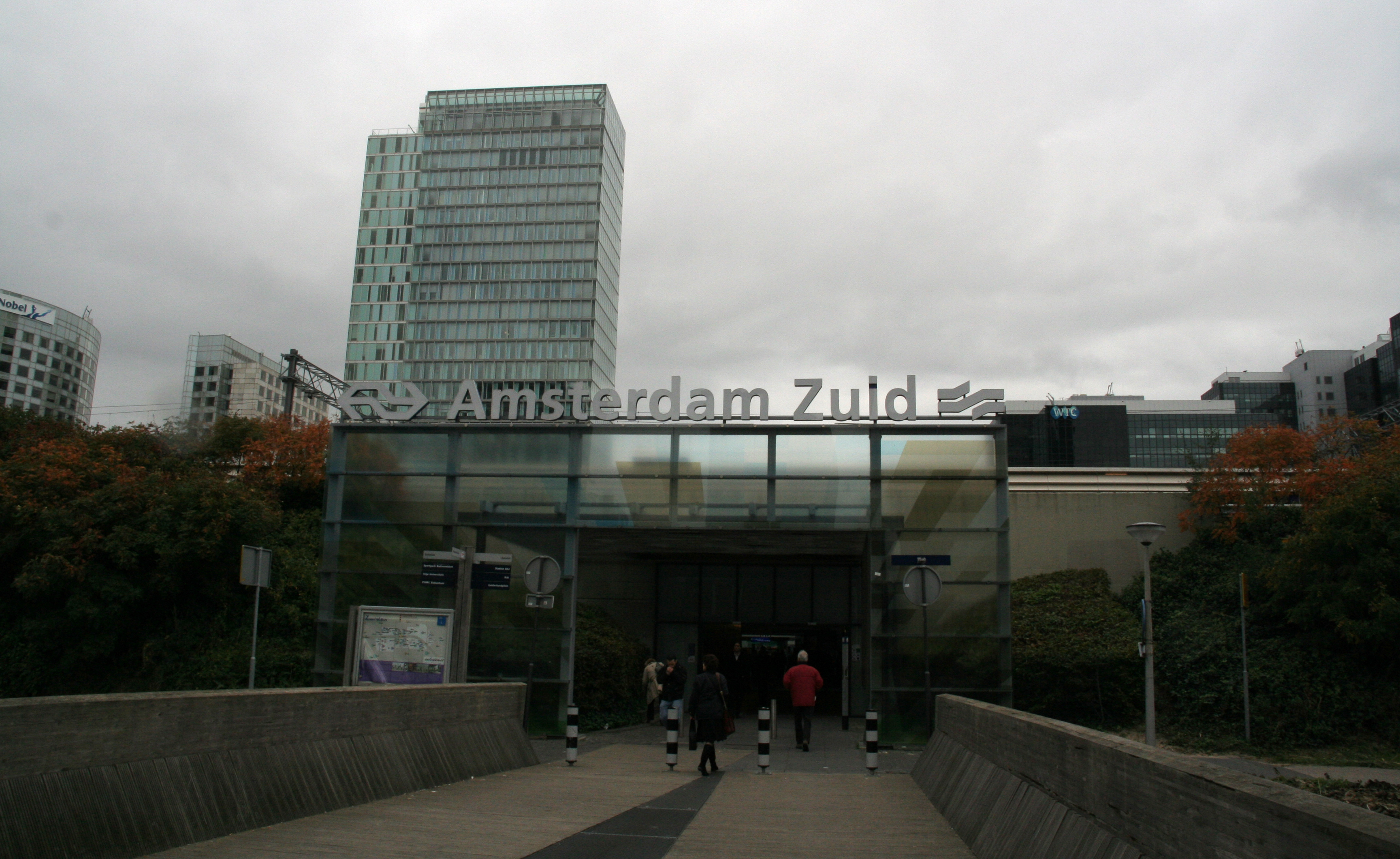
De zuidelijke ingang (2009)